# Montana zászlaja
A zászló nagy vonalakban 1905 óta változatlan formában használatos; a MONTANA szóval 1981-ben egészült ki. A pecsét, amely 1865-ből származik, Missouri vízeséseit (Great Falls) és a Sziklás-hegységet mutatja. Az eke, a lapát és a csákány azt szimbolizálja, hogy az állam gazdaságának pillérei a mezőgazdaság és a bányászat.